# Championnat d'Irlande de football 1959-1960
Navigation
Édition précédente Édition suivante
Le Championnat d'Irlande de football en 1959-1960. Pour la première fois, un club de Limerick remporte le titre de champion d’Irlande.
Evergreen United change de nom pour Cork Celtic FC. Le championnat est composé à 50 % de clubs de province.

## Les 12 clubs participants
- Bohemians FC
- Cork Celtic FC
- Cork Hibernians
- Drumcondra
- Dundalk FC
- Limerick FC
- St. Patrick's Athletic FC
- Shamrock Rovers
- Shelbourne FC
- Sligo Rovers
- Transport
- Waterford United

## Classement
| Place | Club                      | Points | Victoires | Nuls | Défaites | Buts pour | Buts contre | Différence |
| ----- | ------------------------- | ------ | --------- | ---- | -------- | --------- | ----------- | ---------- |
| 1er   | Limerick FC               | 30     | 15        | 0    | 7        | 46        | 26          | +20        |
| 2e    | Cork Celtic               | 28     | 12        | 4    | 6        | 66        | 44          | +22        |
| 3e    | Shelbourne FC             | 28     | 11        | 6    | 5        | 48        | 33          | +15        |
| 4e    | Shamrock Rovers           | 27     | 12        | 3    | 7        | 54        | 31          | +23        |
| 5e    | Dundalk FC                | 27     | 12        | 3    | 7        | 50        | 32          | +18        |
| 6e    | Cork Hibernians           | 25     | 12        | 3    | 7        | 57        | 37          | +20        |
| 7e    | St. Patrick's Athletic FC | 25     | 12        | 1    | 9        | 46        | 44          | +2         |
| 8e    | Waterford United          | 24     | 10        | 4    | 8        | 40        | 43          | -3         |
| 9e    | Drumcondra FC             | 22     | 10        | 2    | 10       | 45        | 35          | +10        |
| 10e   | Sligo Rovers              | 13     | 5         | 3    | 14       | 44        | 67          | -23        |
| 11e   | Transport                 | 8      | 3         | 2    | 17       | 18        | 66          | -48        |
| 12e   | Bohemians FC              | 5      | 0         | 5    | 17       | 15        | 71          | -56        |

## Source
- (en) Alex Graham, Football in the Republic of Ireland : a Statistical Record 1921–2005, Soccer Books Ltd, novembre 2005, 142 p. (ISBN 978-1862231351).